# Московские процессы
Московские процессы — общее название трёх открытых судебных процессов, состоявшихся в Москве в период 1936—1938 над бывшими высшими функционерами ВКП(б), которые в 20-е годы были связаны с троцкистской или правой оппозицией. Название «Московские процессы» (англ. «Moscow Trials») изначально стало употребляться за рубежом, однако впоследствии оно получило распространение и в России.

## Описание процессов
Обвиняемым, которых судила Военная коллегия Верховного суда СССР, вменялось в вину сотрудничество с западными разведками с целью убийства Сталина и других советских лидеров, роспуска СССР и восстановления капитализма, а также организация вредительства в разных отраслях экономики с той же целью.

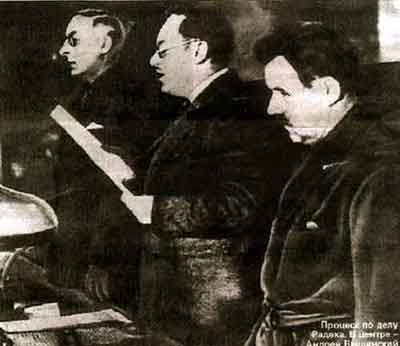
Прокурор СССР Вышинский А. Я. (в центре), гособвинитель на московских показательных процессах

- Первый Московский процесс над 16 членами так называемого «Троцкистско-зиновьевского террористического центра» состоялся в августе 1936. Основными обвиняемыми были Зиновьев и Каменев. Помимо прочих обвинений, им инкриминировалось убийство Кирова и заговор с целью убийства Сталина.
- Второй процесс (дело «Параллельного антисоветского троцкистского центра») в январе 1937 прошёл над 17 менее крупными функционерами, такими как Карл Радек, Юрий Пятаков и Григорий Сокольников. 13 человек были расстреляны, остальные — приговорены к длительным срокам заключения.
- Третий процесс в марте 1938 состоялся над 21 членом так называемого «Право-троцкистского блока». Главным обвиняемым являлся Николай Бухарин, бывший глава Коминтерна, также — бывший председатель Совнаркома Алексей Рыков, Христиан Раковский, Николай Крестинский и Генрих Ягода — организатор первого московского процесса. Все обвиняемые, кроме трёх, были казнены.

Все оставшиеся в живых подсудимые были расстреляны в сентябре 1941 года или убиты в тюрьмах (Радек и Сокольников).

## Реакция современников и вопрос справедливости приговоров
Ряд просоветских зарубежных обозревателей в то время считал, что вина осуждённых доказана. Все осуждённые дали признательные показания, суд был открытым, отсутствовали явные свидетельства пыток или накачивания наркотиками. Немецкий писатель Леон Фейхтвангер, присутствовавший на Втором московском процессе, писал:

Людей, стоявших перед судом, ни в коем случае нельзя было считать замученными, отчаявшимися существами. Сами обвиняемые представляли собой холеных, хорошо одетых мужчин с непринуждёнными манерами. Они пили чай, из карманов у них торчали газеты… По общему виду это походило больше на дискуссию… которую ведут в тоне беседы образованные люди. Создавалось впечатление, будто обвиняемые, прокурор и судьи увлечены одинаковым, я чуть было не сказал спортивным, интересом выяснить с максимальной степенью точности всё происшедшее. Если бы этот суд поручили инсценировать режиссёру, то ему, вероятно, понадобилось бы немало лет, немало репетиций, чтобы добиться от обвиняемых такой сыгранности…

Позднее стала преобладающей точка зрения, что обвиняемые подвергались психологическому давлению и признательные показания были вырваны силой. Показателен эпизод, когда на Третьем московском процессе Крестинский вступил в пререкания с Вышинским, а на следующий день сам взял слово и признал свою вину.
Георгий Пятаков дал показания, что в декабре 1935 года он летал в Осло для «получения террористических инструкций» от Троцкого. Комиссия утверждала, что, по показаниям персонала аэродрома, в этот день никакие иностранные самолёты на нём не приземлялись. Другой обвиняемый, Иван Смирнов, признался в том, что принял участие в убийстве Сергея Кирова в декабре 1934 года, хотя в это время уже год находился в тюрьме.
В мае 1937 сторонники Троцкого основали в США комиссию Дьюи. Она издала 422-страничную книгу «Невиновны», утверждавшую, что осуждённые были невиновны, а Троцкий не вступал ни в какие соглашения с иностранными державами, никогда не рекомендовал, не планировал и не пытался восстановить капитализм в СССР.
Впоследствии все подсудимые были реабилитированы, кроме Генриха Ягоды, решение об осуждении которого опротестовано не было.